# Okjeo (langue)
L'okjeo (aussi appelé okchŏ ou ŏkchŏ) est l'ancienne langue présumée d'Okcho, un ancien État coréen ayant existé du IIe siècle av. J.-C. au Ve siècle après J.-C.

## Classification
Selon d'anciens textes chinois, les langues de Buyeo, d'Okjeo, de Dongye et de Goguryeo étaient semblables entre elles et différentes de celles des Yilou, des Mohe (peuples toungouses), et des Samhan (au Sud de la Corée),. Ces langues ont donc été regroupées en langues buyeo.
La théorie la plus soutenue sur l'origine des langues buyeo, est qu'il s'agit de langues coréaniques. Une autre théorie sur leur origine est la parenté avec les langues japoniques, dont les langues buyeo constitueraient la branche continentale. Cette théorie est controversée.
Selon Peter H. Lee : « Leur langue [celle des Dongokjeo] a des similitudes avec celle de Goguryeo, bien qu'à certains moments il y ait quelques petites différences... » L'okjeo aurait été un peu différent des autres langues buyeo. Cependant, Beckwith (2004, 2005) considère qu'il s'agissait d'un dialecte du koguryŏ,. Cette langue aurait aussi été différente de celle d'Usan-guk.
Sean Kim (2020) suggérait précédemment que le ye-maek était parlé à Okcho avant d'être remplacé par le goguryeoan au IIe siècle.
Selon Janhunen (2019), l'okjeo, le yemaek et le buyeo sont apparentés aux langues nivkhes, et auraient été parlés dans la région avant l'arrivée des locuteurs de langues coréaniques,. Robbeets (2020) pense que ces langues sont responsables d'un substrat en coréen moderne. Cependant, Beckwith (2005) considère cette hypothèse comme improuvée.

## Histoire
Selon Martine Robbbets (2020), les langues macro-goguryeo, constituées du goguryeoan, du baekje et de l'okjeo ses seraient séparées vers -250. L'okjeo se serait éteint (remplacé par le goguryeoan) vers 500. Les États de Dongokjeo et de Bukokjeo auraient été bilingues goguryeoan/okjeo,.